# Де Кастро Карвальо, Фабио Аугусто
Фа́био Аугу́сто де Ка́стро Карва́льо (6 мая 1972, Нитерой) — бразильский футболист, выступавший на позиции полузащитника.

## Биография
Фабио Аугусто — воспитанник академии «Фламенго». В 1990 году он в составе молодёжной команды «Фла» выиграл Молодёжный кубок Сан-Паулу, выступая вместе с такими игроками, как Джалминья, Марселиньо Кариока, Жуниор Байано, Пауло Нунес и Нелио. За основной состав «Фламенго» дебютировал 27 сентября 1993 года. После небольшого пребывания в аренде в «Оларии» вернулся во «Фламенго», но в 1994 году всё же перешёл в «Гуарани» из Кампинаса, где стал твёрдым игроком основы.
1996 год Фабио Аугусто провёл в «Атлетико Минейро», а в следующем году перешёл в «Коринтианс», в составе которого стал чемпионом штата Сан-Паулу. В финальном матче против «Сан-Паулу» «Коринтиансу» достаточно было не проиграть и команда сумела добиться необходимого результата, сыграв вничью 1:1. В следующем году Фабио перешёл в «Ботафого», с которым выиграл Кубок Рио-Сан-Паулу. В составе «Витории» из Салвадора в 1999—2000 годах игрок дважды становился чемпионом штата Баия, а также выиграл Кубок Северо-Востока.
Сезон 2003 года провёл в Российской премьер-лиге, выступал за «Черноморец» из Новороссийска, сыграв по три матча за основную и дублирующую команды. С «Черноморцем» дошёл до финала первого и единственного в истории Кубка РФПЛ.
В 2004—2007 годах выступал за шведский «Кальмар», после чего вернулся на родину, где за шесть лет сменил семь команд, выступавших в низших дивизионах. Завершил карьеру футболиста в 2012 году в «Ривере» из Терезины. Фабио Аугусто не выступал за основную сборную, однако защищал честь Бразилии в составе сборной на летних Всемирных играх военнослужащих.

## Достижения
- Чемпион штата Сан-Паулу (1): 1997
- Чемпион штата Рио-де-Жанейро (1): 2001
- Чемпион штата Баия (1): 1999, 2000
- Обладатель Кубка Минас-Жерайс (1): 2009
- / Победитель турнира Рио-Сан-Паулу (1): 1998
- Обладатель Кубка Северо-Востока (1): 1999
- Обладатель Кубка чемпионов Бразилии (1): 2001
- Обладатель Кубка Швеции (1): 2007
- Финалист Кубка Премьер-лиги (1): 2003
- Победитель Молодёжного кубка Сан-Паулу (1): 1990